# L'Autre Sang

L'Autre Sang est un court métrage de science-fiction réalisé par François Tchernia et François Vacarisas, sorti en 2012.

## Synopsis
Paul s'offre enfin le cadeau de ses rêves : son avatar haut de trente centimètres.

## Fiche technique
- Titre : L'Autre Sang
- Réalisation : François Tchernia et François Vacarisas
- Scénario : François Tchernia et François Vacarisas
- Photographie : Yoann de Montgrand
- Son : Mathieu Descamps, Jocelyn Robert et Ivan Gariel
- Production : Noodles Production (Julien Naveau)
- Durée : 19 minutes.

## Distribution
- Xavier Gallais : Paul / Polo
- Juana Acosta : Stella / Little Stella
- Karina Testa : Sophie / Little Sophie
- Thomas Chabrol : Professeur Fleisher
- Judith Henry : Docteur Sabian
- Nicolas Pariser : le milliardaire (non crédité)